# انتخابات الرئاسة التيمورية الشرقية 2012
انتخابات الرئاسة التيمورية الشرقية 2012 هي الانتخابات الرئاسية التي جرت في 2012، في تيمور الشرقية، لانتخاب رئيس تيمور الشرقية، فاز بالانتخابات تور ماتان رواك.